# (2551) Decabrina
(2551) Decabrina (1976 YX1) – planetoida z grupy pasa głównego asteroid okrążająca Słońce w ciągu 5,59 lat w średniej odległości 3,15 j.a. Odkryta 16 grudnia 1976 roku.